# ワシントンD.C.の歴史

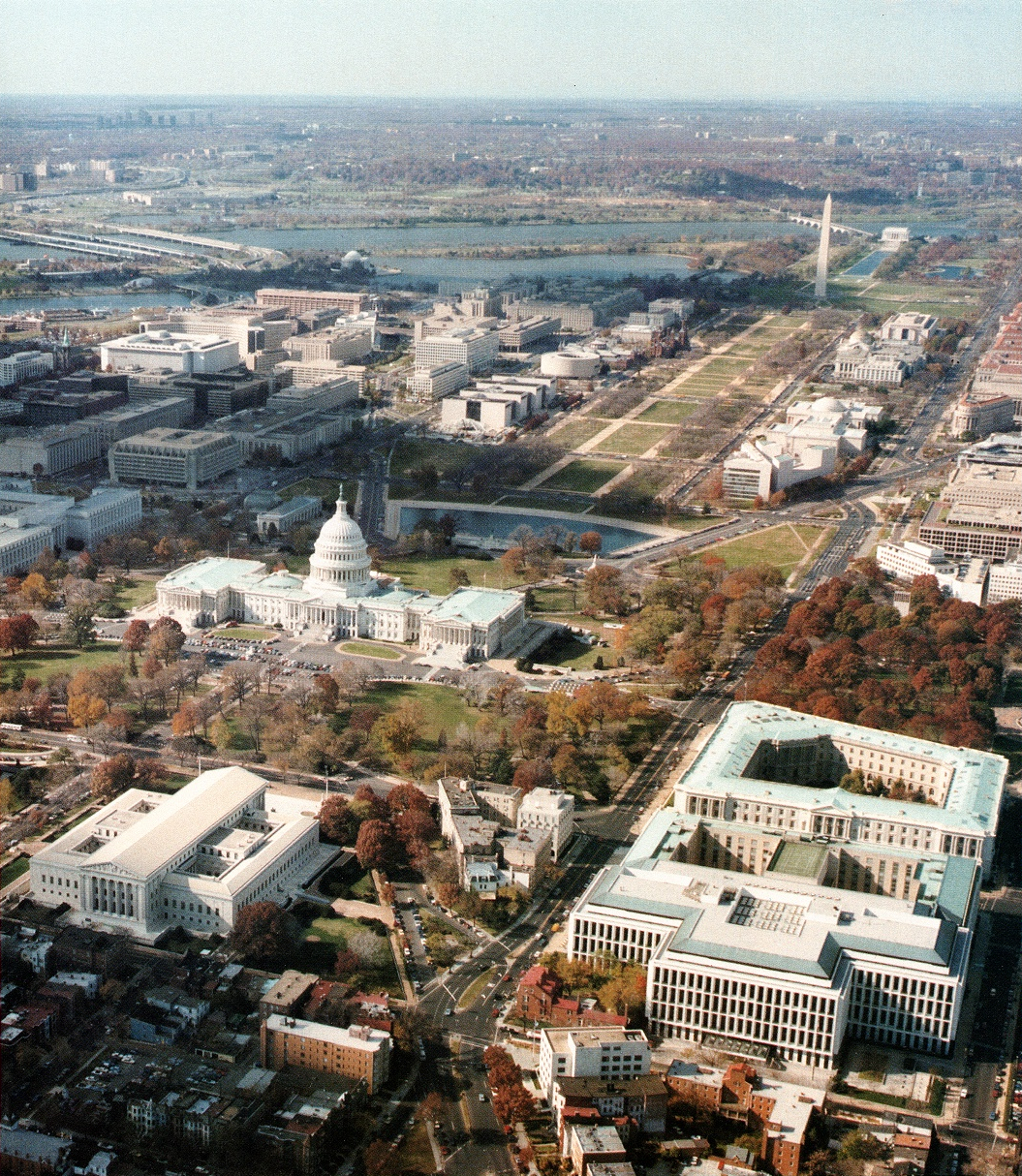
ワシントンD.C.の空からの景色

ワシントンD.C.の歴史（ワシントンD.C.のれきし）では、主にアメリカ合衆国ワシントンD.C.となった地域が首都として指定されてからの歴史を概説する。
公式にはコロンビア特別区として知られるワシントンD.C.の歴史は首都としての役割の歴史でもある。ポトマック川に沿ったその場所はジョージ・ワシントンが首都にすると選んだ所である。米英戦争のときは、ワシントン焼き討ちと呼ばれる攻撃にあった。首都として戻されてからは、ホワイトハウスや議会議事堂など多くの公共の建物を再建する必要があった。1901年のマクミラン計画でナショナル・モールを作ることを含み中心街の再生と美化が進み、多くの記念碑や博物館が造られた。
1862年4月16日に特別区内の奴隷制が廃止されたが、1950年代までは人種差別が残っていた。20世紀初期にUストリート回廊がアフリカ系アメリカ人文化の重要な中心として機能した。人種差別撤廃後も人種問題による緊張感は高いままであり、1968年のマーティン・ルーサー・キング・ジュニア暗殺で大きなワシントン暴動が引き起こされた。暴動の後は特別区内の多くの場所が破壊されたままとなった。ワシントン地下鉄が1976年に開通し、1990年代後半から2000年代初期にかけての再開発によって多くの地域が活性化された。
アメリカ合衆国憲法第1条第8節により、この特別区（州ではない）は連邦議会の排他的立法の下に置かれた。このために住民は議会における代表権が無いままにされた。1961年に批准された憲法修正第23条により、大統領を選ぶ選挙人を選ぶ権利が与えられた。1973年のコロンビア特別区自治法により、市議会議員や市長の直接選挙を含め地元政府に諸般の支配権が多く任せられた。

## 開拓史
考古学によれば、約4,000年前にアナコスティア川周辺の地域に先住民族が住んでいたことが示されている。1608年、ジョン・スミス船長がこの地域を探検した最初のヨーロッパ人となった。当時、ポウハタン族がポトマック川の南に住み、またピスカタウェイ族と呼ばれるアルゴンキン語族が北岸に住んでいた。
ヨーロッパ人開拓者はその後の数十年間に到着し、先住民を西方に追い遣った。この地域には2つの町が発展し、これがコロンビア特別区の母体になった。アレクサンドリア市は1749年に設立され、ジョージタウンが最初に入植されたのは1751年だった。オールド・ストーンハウスはジョージタウンにあり、この区内では最古の現存建築物である。

## 設立
1781年3月から連合規約に基づく政府と連合会議がフィラデルフィアに置かれた。1783年6月、怒れる兵士達が暴徒となってアメリカ独立戦争中の従軍に対する給与を要求しインデペンデンス・ホールに集まった。議会はペンシルベニア邦知事ジョン・ディキンソンに民兵の招集を要請し抗議者の攻撃から議会を守らせた。これは1783年のペンシルベニア暴動と呼ばれ、ディキンソンは抗議者に同情し、フィラデルフィアからの彼等の排除を拒否した。その結果、議会は1783年6月21日にニュージャージーのプリンストンへの逃亡を余儀なくされた。
ディキンソンが国家政府の機関を守れなかったことは1787年のフィラデルフィア憲法制定会議で議論の対象になった。それ故に代議員達は、アメリカ合衆国憲法第1条第8節で議会に次の権限を与えた。
ジェームズ・マディソンはザ・フェデラリスト第43号の中で、国家の首都はそれ自身の維持と安全を備えるために州とは区別される必要があると主張した。しかし、憲法では新しい特別区の具体的な場所を指定していない。メリーランド州、ニュージャージー州、ニューヨーク州およびバージニア州からの提案は全て国家首都のために領地の提供を申し出ていた。北部の州は首都が国内でも著名な都市にあることを望んだが、当然ながらそのような都市は北部にあった。反対に南部の州はその農業に基盤を置き奴隷所有者の利益の源泉に近い場所に首都があることを望んだ。新しい国家首都としてポトマック川周辺の場所を選ぶことが、ジェームズ・マディソン、トーマス・ジェファーソンおよびアレクサンダー・ハミルトンの間で合意された。ハミルトンは独立戦争の間に各州が負った負債は連邦政府が引き受けるべきという提案をしていた。しかし、1790年までに南部州はその海外負債の大半を償還していた。ハミルトンの提案は実質的に、南部州が北部州の負債を負担することを強制する意味があった。ジェファーソンとマディソンはこの提案に同意したが、その見返りに連邦首都を南部に置く案で働きかけた。
1788年12月23日、メリーランド州議会は特別区に土地を割譲する法案を成立させた。バージニア州議会も1789年12月3日に続いた。1790年7月6日の居住法の署名で、この地域は「10マイル四方」（100平方マイル、260 km2）を超えず、「ポトマック川の東支流（現在はアナコスティア川と呼ばれる）河口とコノゴチェク（メリーランド州ウィリアムズバーグ近く）との間に」恒久的な政府首都を置くことを義務付けた。
首都設置法ではアメリカ合衆国大統領が首都の場所を実際に選定できるとしていた。しかしジョージ・ワシントンはその特別区の中にアレクサンドリアの町を含めることを望んだ。この条件に合わせるために特別区の領域はポトマック川東支流河口より下流の地域に跨る必要があった。
合衆国議会は1791年に首都設置法を改定し、特別区にアレクサンドリアを含むことを認めた。しかし、議会議員の中にはワシントンとその家族が、その家とプランテーションがあるマウントバーノンから上流7マイル (11 km)、アレクサンドリア近くに資産を所有していることを指摘する者がいた。それゆえにこの法改定はポトマック川のバージニア州側に連邦政府の建物を建設することを禁止する条項が含められた。
最終的な場所は船で航行可能な内陸の最上流点であるポトマック川瀑布線のすぐ下流とされた。そこにはジョージタウンとアレクサンドリアの港が含まれた。しかし特別区を制定する過程で、その特別区の中心部に650エーカー (2.6 km2)という広大な土地を所有するデイビッド・バーンズのような土地所有者からの強い反対という新たな挑戦を受けることになった。1791年3月30日、バーンズやその他18人の重要な土地所有者が折れてワシントンとの合意書に署名し、公共の用途に供される土地は補償されること、残りの土地の半分は領主達に配分され、他の半分は公有地とされることになった。
首都設置法に従い、ワシントン大統領は1791年に3人の委員、トマス・ジョンソン、ダニエル・キャロルおよびデイビッド・スチュアートを指名し、特別区と首都となる都市の計画、設計および資産の取得を監督させた。1791年9月、3人の委員は、特別区の名前を「ザ・テリトリー・オブ・コロンビア」とし、首都の名前を「ザ・シティ・オブ・ワシントン」とすることで合意した。
3人の委員の一般的監督下の作業とワシントン大統領の指示で、アンドリュー・エリコット少佐がその弟のジョセフ・エリコットやアイザック・ブリッグス、ジョージ・フェンウィックおよびアフリカ系アメリカ人ベンジャミン・バネカー等を助手に1791年から1792年まで、バージニア州とメリーランド州に跨るコロンビア特別区の境界を測量した。この測量はアレクサンドリアの南ハンティング・クリークとポトマック川の合流点にある岬、ジョーンズ・ポイントから始まった。
この測量チームは首都設置法が承認する100平方マイルを完全に含む地域を正方形で囲った。正方形の各辺は10マイルだった。正方形の角を結ぶ対角線は南北と東西に走った（地図上ではダイヤモンド形に見える）。南北軸は現在17番街と18番街の間にあり、東西軸はコンスティチューション・アベニューとC通りの間にある。正方形の中心は大統領公園南のザ・エリプス（楕円）の西、米州機構本部の敷地内にある。
測量チームは正方形の各辺上1マイルごとに砂岩の境界石を置いた。この境界石の多くが今も残されている。南角の境界石はジョーンズ・ポイントにある。西角の境界石はバージニア州アーリントンの西角にある。北角の境界石は16番街の西、メリーランド州シルバースプリングに近い東西幹線道路の南にある。東角の境界石はサザン・アベニューとイースタン・アベニューの交差点の東にある。

### ワシントン市の都市計画
1791年初期、ワシントン大統領はピエール（ピーター）・シャルル・ランファンを指名し、特別区の中心となる土地にポトマック川北東岸とポトマック川東支流北西岸の間に来るよう新市の都市計画を考案させた。ランファンは最初の都市計画である「アメリカ合衆国の恒久的政府所在地となる都市の計画」を作成し、経度0度とした子午線上（ワシントン子午線）にある丘の頂上（ジェンキンスヒル）に建てるべき合衆国議会議事堂をその格子の中心に据えた。広い斜め方向のアベニューには後に州の名前が付けられ格子を作った。
斜めの広いアベニューと狭い南北と東西の通りの交差点には大きなロータリーが配され、その中央の広場には後に著名アメリカ人の名前が付けられた。ランファンは幅の広い「大通り」も入れており、現在ナショナル・モールが占める場所の中心となる東西軸に考えていた。
ランファンはまた、やや狭いアベニュー（ペンシルベニア・アベニュー）で「フェデラルハウス」（議会議事堂）と「プレジデントパレス」（ホワイトハウス」を結ぶことも考えた。時の経過で、ペンシルベニア・アベニューは現在の首都の「大通り」に発展した。
この都市計画には運河も含まれており、その一つはジェンキンスヒルの麓にある議会議事堂の西側近くを通っていた。この運河はタイバー・クリークの水路を一部使い市の中心を横切り、ポトマック川と東支流の両方を繋ぐことになっていた。
ランファンは道路の格子を瀑布線に接する所から始まる境界通り（後にフロリダ・アベニューと呼ばれることになった）までしか引いていなかった。1791年8月19日、その計画をワシントン大統領に提出した。

ランファンの都市計画図。1792年にエリコットが改定した

しかし1792年、ワシントン大統領はランファンが3人の委員に従わず、都市の建設を微細に管理しようとしたために、連邦の業務から解任した。さらにランファンはその計画を時機を得たやり方で出版できなかった。
ランファンの解任に続いて、ワシントンと委員達は測量を行ったエリコットに首都の計画と設計を完成させるよう指名した。ランファンが落胆したことに、エリコットは直ぐに都市計画を書き換え、マサチューセッツ・アベニューを真っ直ぐにして幾つかの広場や通りを外し、通りの名前を決めた。ランファンとは異なり、エリコットは自身の計画の版を作り、印刷し配布させた。その結果、エリコットの「ワシントン市の計画」が首都のその後の発展の基礎となった。
1800年、政府所在地が遂に新市に移動し、1801年2月27日、コロンビア特別区基本法により、特別区とワシントン市、ジョージタウンおよびアレクサンドリアは連邦議会司法権の元に入った。この法では、特別区内の自治体に入っていない領域を2つの郡に入れた。ポトマック川北東岸のワシントン郡と南西岸のアレクサンドリア郡だった。1802年5月3日、ワシントン市はアメリカ合衆国大統領に指名される市長が統治する地域政府を認められた。

## 19世紀

### 経済発展
コロンビア特別区は施設の改良や経済発展に対する支援を連邦議会の指導力に頼っていた。しかし、議会は都市住人に対して忠実さに欠け、支援を行うことに気乗りしていなかった。

### 米英戦争
米英戦争の時、ジェームズ・マディソン大統領と建国から日が浅い合衆国政府は特別区から逃亡することを余儀なくされた。イギリス軍の遠征は1814年8月19日から8月29日まで行われ、組織立ち活発に遂行された。24日、首都防衛のためにブラーデンスバーグに集められたアメリカの民兵隊は、打ち負かされる前に首都から撤退した。
8月24日、イギリス軍は首都を焼き、この戦争でも最も著名な破壊行動となった。ホワイトハウス、議会議事堂、武器庫、海軍造船所、財務省ビル、陸軍省およびポトマック川に架かる橋など、重要な公共の建築物が焼かれた。
しかし、イギリス軍は南東区8番街とI通りにある海兵隊宿舎は焼かなかった。ブラーデンスバーグの戦いで戦った海兵隊に対する敬意からこれが除外されたと言われている。

### 領地返還

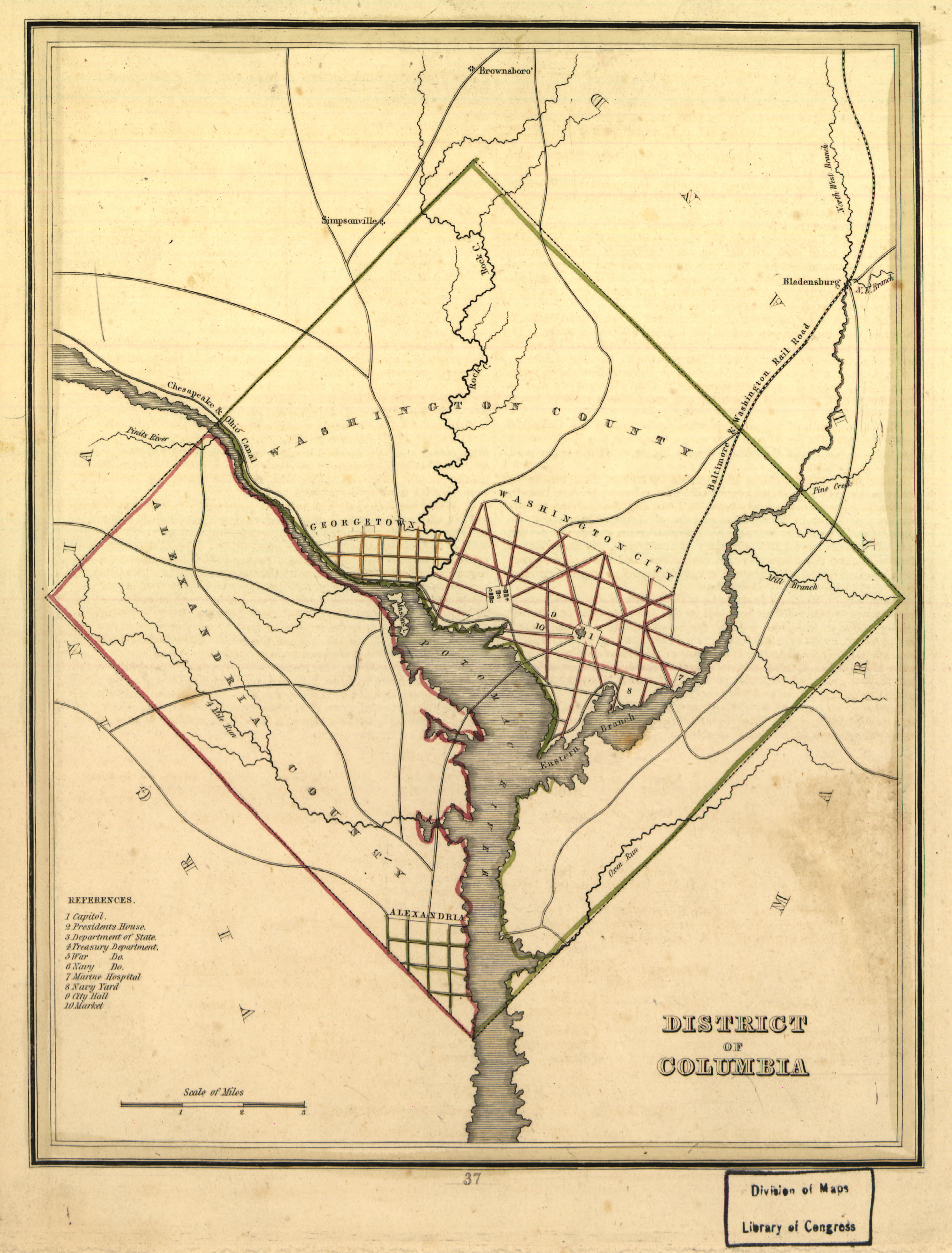
1835年のDC。1846年にポトマック川南西岸がバージニア州に還付された。

首都がポトマック川の北に配置されてほとんど直ぐに、ポトマック川の南アレクサンドリア郡の住人からバージニア州の司法権内に戻して欲しいという請願が始まった。時の経過と共に特別区からアレクサンドリア分離の動きは大きくなり、幾つかの理由が挙げられた。
- アレクサンドリア経済はジョージタウン港との競合がポトマック川北岸に有利になり始めたときに沈滞してきた。連邦議会議員や地元政府役職者の大半はポトマック川北岸に住んでいる。
- アレクサンドリアは奴隷貿易の中心である。首都では奴隷制の廃止についての議論が増えつつある。アレクサンドリア経済はコロンビア特別区で奴隷制を違法とされれば損害を受ける。
- バージニア州でも奴隷制廃止の運動が現実にあり、奴隷制擁護派はバージニア州議会でもわずかに多数を取っているだけである（南北戦争中となる18年後、反奴隷制の郡部はバージニア州から脱退してウェストバージニア州を創った）。アレクサンドリアとアレクサンドリア郡がバージニア州に復元されれば、奴隷制擁護派議員が2人増えることになる。
- チェサピーク・オハイオ運河とアレクサンドリアを繋ぐアレクサンドリア運河は修復が必要になったが、連邦政府はその予算化を躊躇っている。
- アレクサンドリア住人は如何なるレベルの代表と選挙権も失った。

住民投票の後で、アレクサンドリア郡の市民は連邦議会とバージニア州にバージニア州復帰の請願を行った。1846年7月9日の連邦議会法とバージニア州議会の承認により、ポトマック川南の地域（39平方マイル、101 km2）が返還され、1847年からバージニア州に「復帰」された。
復帰された土地はバージニア州アレクサンドリア郡と呼ばれ、現在ではアレクサンドリア独立市の一部と、アレクサンドリア郡の後継であるアーリントン郡の全部となっている。復帰された土地のうち川沿いの大半はジョージ・ワシントン・パーク・カスティス（ワシントン大統領の養孫）の所有地であり、カスティスは復帰を支持し、アレクサンドリア郡のためにバージニア州議会での認可成立に貢献した。この土地（アーリントン・プランテーション）はその娘（ロバート・E・リーの妻）に渡され、最終的にアーリントン国立墓地になった。

### 南北戦争時代
ワシントンは1861年に南北戦争が勃発するまで、暑い夏には避暑のため事実上脱出する者もおり、数千人の住人がいるだけの小さな町だった。エイブラハム・リンカーン大統領は首都を守るためにポトマック軍を創設し、数千の兵士が地域内に入った。戦争を遂行するために連邦政府が大きく拡張したことと、その遺産として退役軍人補償などが市人口の顕著な成長に繋がった。
特別区内の奴隷制は、リンカーンが奴隷解放宣言を発する8ヶ月前の1862年4月16日に、補償解放法の成立で廃止された。
戦争中、ワシントン市は環状に配置された砦で守られ、南軍の攻撃の大半を阻止した。唯一著名な例外は1864年7月のスティーブンス砦の戦いであり、南軍ジュバル・アーリー将軍の指揮する部隊を北軍兵が撃退した。この戦いでは、リンカーンが戦場視察のために砦を訪れていたので、リンカーンは唯一人敵の砲火の下にあった大統領となった。
1865年4月14日、終戦から数日も経たない時に、リンカーンはフォード劇場で「我々アメリカの従兄弟」を見ている時にジョン・ウィルクス・ブースに撃たれた。翌朝午前7時22分、リンカーンは通り向かいの家で死に、アメリカで初めて殺された大統領となった。陸軍長官エドウィン・スタントンは「今彼は時代に属している」と言った。

### 戦後の時代

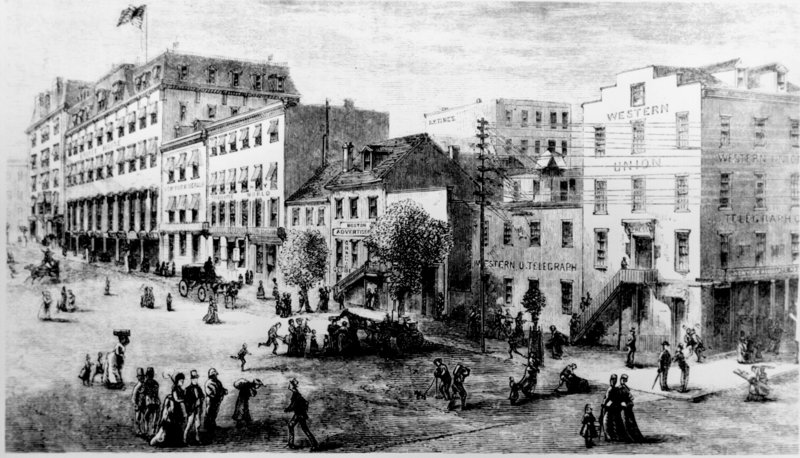
ペンシルベニア･アベニューの新聞社街、1874年

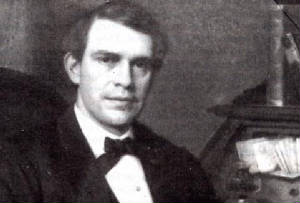
アレクサンダー・ロビー・シェパード

連邦議会は1871年にコロンビア特別区基本法を成立させ、ワシントン市、ジョージタウンおよびワシントン郡の認証を取り消し、コロンビア特別区全体で一つの自治体に集結させた。この法では、都市の改良のために公共事業局も定めた。1873年、グラント大統領は事業局の最も影響力有るメンバーとしてアレクサンダー・ロビー・シェパードを知事に任命した。この期間、シェパードは市全体の再生計画を作り、中でも通りの舗装や下水システムの建設を進めた。しかし彼のともすれば急進的に過ぎる取り組みは、公共事業局の廃止と連邦議会による直接統治への移行に繋がり、連邦議会による特別区の統治はその後1世紀も続くことになった。

### 都市美運動
1880年代初期、ワシントン運河が埋められた。当初タイバー・クリークを延伸して議会議事堂とポトマック川を結び、現在コンスティチューション・アベニューがあるモールの北を走っていた。しかし、国の物流が鉄道に移り、運河は澱んだ下水溝以上のものではなくなり、撤廃されることになった。運河を思い出させるものが今でもある。19番街とコンスティチューション・アベニュー近く、モール沿いに石造りの建物2棟がある。運河通りという名の道もあり、議会議事堂から南にアナコスティア川まで続いている（ただし、この通りの北端はワシントン州に因んでワシントン・アベニューと改名された）。
ワシントン記念塔は40年間の建設期間を経て1888年に開設され、建設当時は世界一の高さの建造物になった。市内に記念碑を展開する計画が作られ、フレデリック・ロー・オルムステッドやダニエル・バーナムといった著名人物が関わった。しかしリンカーン記念館やナショナル・モールの他の構造物は20世紀初めまで進行しなかった。
この時代のワシントンで最も重要な建築家の一人はドイツ移民のアドルフ・クルスだった。1860年代から1890年代に掛けて、クルスは市内に80以上の公共および民間の建物を建設しており、国立博物館や農政省、サムナー・アンド・フランクリン学校などがあった。

## 20世紀
1901年、前年に連邦議会が創設したアメリカ合衆国上院コロンビア特別区公園改良委員会（通称「マクミラン委員会」）が、ワシントンD.C.の再開発のための建築計画、マクミラン計画を作成した。委員会は、実現されなかったランファンの1791年都市計画に刺激された。委員達はパリ、ロンドンおよびローマといったヨーロッパの首都にある荘厳さを模倣しようともした。また重要な記念碑的建築で貧者の中に市民道徳を作り上げようとした進歩主義の考え方である都市美運動にも強く影響された。
マクミラン計画は多くの点で都市再生を行うものであり、議会議事堂を取り巻くスラムの多くを取り去り、その跡に公共の記念碑や政府の建物を置こうというものだった。この計画でナショナル・モールやダニエル・バーナムが設計したユニオン駅ができた。この計画の実行は第一次世界大戦で中断されたが、1922年のリンカーン記念館の建設でほぼ完成された。
1922年、ニッカボッカー豪雪で18インチ (46 cm)の積雪があり、サイレント映画館ニッカボッカー劇場の屋根を押し潰すというこれまでにない自然災害が起こった。合衆国下院議員1人を含む98人が死亡し、133人が負傷した。
1932年7月28日、ハーバート・フーヴァー大統領はアメリカ陸軍に、以前に退役軍人に約束された手当を確保するためにワシントンD.C.に集まった第一次世界大戦の退役兵「ボーナス・アーミー」の強制退去を命じた。アメリカ軍は翌日ボーナス・アーミーの最後の者まで排除しこの反乱を武力鎮圧した。
1954年に合衆国議会議事堂発砲事件が起こり、4人のプエルトリコ人民族主義者が下院の議場に入って発砲した。5人の議員が負傷し、その内の1人は重傷だった。

### 公民権
ワシントンD.Cの公園やレクレーション施設は1954年まで人種隔離されたままであり、その後間もなく公立学校の人種差別撤廃が進んだ。市の教育委員会がジョン・フィリップ・スーザ中等学校を建設し始めたとき、アナコスティア川近在の親の集団が学校に黒人も白人も学生を受け入れてくれるように請願したが、学校が完工したとき教育委員会は白人のみが入学を許されると宣言した。親達は訴訟を起こし、それが「ボリング対シャープ事件」に対する合衆国最高裁判所の記念碑的判決に繋がった。憲法で規定される特別区の特異な事情もあって、裁判所は全員一致で、特別区の公立学校はすべて人種差別を無くすべきと裁定した。この後、1954年の「ブラウン対教育委員会事件」でのやはり記念碑的判決が出て、ドワイト・D・アイゼンハワー政権は、全国の他地域に対する先駆けとして特別区の公立学校を初めて人種差別撤廃させた。1957年、ワシントンは合衆国の主要都市としては初めて黒人の人口が多数派となった。

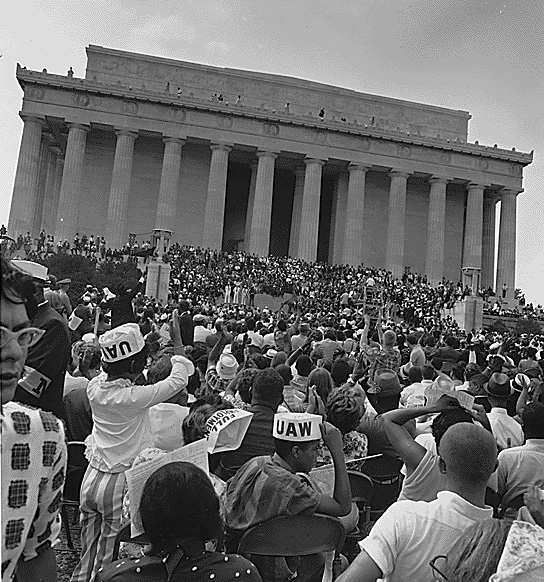
リンカーン記念館前の公民権運動行進参加者、1963年8月28日

1963年8月28日、ワシントンはアメリカ公民権運動の中心舞台となり、ワシントン大行進とリンカーン記念館でのマーティン・ルーサー・キング・ジュニアによる有名な『私には夢がある』演説が行われた。1968年4月4日のキング暗殺に続いて、U通りで始まりコロンビア・ハイツなど周辺に拡がったワシントン暴動で町が破壊された。社会的動揺により白人だけでなく黒人中産階級までも市中心部から追い出し、中心街や都心の企業を出て行かせることになった。

### 選挙人
1961年3月29日に批准されたアメリカ合衆国憲法修正第23条により、ワシントンD.C.の住人は大統領と副大統領を選ぶ選挙人を選出する権利を与えられた。この修正条項では、大統領と副大統領の選出に関連する全ての目的で、コロンビア特別区は州と同じように扱われるとされた。具体的には州であれば認められる数の選挙人を選出できるが、最も人口の少ない州の選挙人数を超えることはできないとされた。しかし、最も人口の少ない州の選挙人数は3人であり、コロンビア特別区の選挙人数は最低3人となっている。
コロンビア特別区が州であれば、合衆国議会上院に2人、下院に1人の議員を送ることができ、合計の議員数は3人となる。このためにコロンビア特別区には3人の選挙人を持つ資格があり、これが如何なる州も持つことのできる最低の選挙人数である。しかし、歴史の中では、コロンビア特別区が州であれば4人の選挙人を持てる時期があったし、今後も可能性がある。それが州ではないので、最も人口の少ない州の選挙人数を超えることはできない。現在選挙人数3人の州は7州あり、近い将来にその状況は変わりそうにない。

### 地方自治
1973年、連邦議会はコロンビア特別区自治法を成立させ、新しく直接選挙される市議会と市長に権限の幾つかを委譲した。選挙民はワシントンD.Cの最初の選挙で選ばれた市長としてウォルター・ワシントンを選出し、アメリカの大都市としては最初の黒人市長になった。
連邦議会との予算と幹線道路建設について何年にもわたる辛辣な論争の後で、1976年3月27日、ワシントンD.Cでは最初の地下鉄4.6マイル (7.4 km)が開通した。
1978年3月9日、ライフル銃を持ったイスラム教ハナフィー学派の12人が市役所、ユダヤ人共済組合本部ビル、回教徒センタービルの三ヶ所を占拠、一時は市長や議長を含む100人以上を人質に立てこもる事件が発生。イラン、エジプト、パキスタンの大使が仲介に入った結果、同年3月11日に人実全員が解放されたが、事件を通じて2人が死亡し11人以上が負傷した。
1978年、連邦議会はコロンビア特別区選挙権修正条項を各州での批准のために送った。この修正条項は州と同じようにコロンビア特別区が下院議員、上院議員および選挙人を選べるようにするものだった。提案された修正条項は7年間の批准期限が設けられており、その期限が切れるまでにわずか16州しか批准しなかった。
1978年、マリオン・バリーが民主党予備選で現職のワシントンを破った後で、2代目の市長に選出された。バリー市長は青春真っ盛りの者達への雇用機会創出を実行したことで特別区の低所得層に人気があった。バリーの時に始まった青春真っ盛り雇用計画は今でも続いている。
バリーは3期目の1990年1月18日に、FBIのおとり捜査中の向精神薬の使用で逮捕された。重罪告発では無罪となったが、コカイン所持の軽罪では有罪となり、6ヶ月間収監された。1991年1月2日、シャロン・プラット・ケリー（選挙の時はシャロン・プラット・ディクソン、その年後半に結婚した）が市長に就任し、合衆国の大都市かつ重要さのある都市では初の女性黒人市長となった。
マリオン・バリーは1994年の予備選挙でケリーを破り、再度市長に選ばれた。しかしその4期目は、財政がほとんど破綻し、連邦議会が創った特別区財政統制委員会に自治権の多くを奪われて、政治的指導力が低下したままに終わった。しかし、この期間における最も大きな変動はバリーの権限に直接影響しなかったが、特別区公営学校に関わっていた。1996年秋、学校の監査官と特別区教育委員会に選ばれていた全委員が、永久にその任を解かれた。1人の退役したアメリカ陸軍の将軍が公営学校の暫定最高執行役員として務めることになった。バリーは再選を求めて出馬することは無かった。
その次の市長はイェール大学出の弁護士アンソニー・ウィリアムズであり、統制委員会により市の最高財務官に指名されていた。ウィリアムズは1998年に選出され、2002年には、その選挙運動での不手際と不正と考えられることによって候補者名簿から外されていたにも拘わらず記名候補者として再選された。

## 21世紀

### テロと安全保障
ワシントン地域は2001年9月11日の同時多発テロ事件で主要な目標とされた。ハイジャックされた航空機1機はワシントンから川向こうに当たるアーリントン郡のペンタゴンに突っ込んだ。この衝突で機上の64人と地上の125人が殺された。ペンシルベニア州で墜落したユナイテッド航空93便のハイジャック犯人はホワイトハウスか議会議事堂のどちらかを狙っていたと想像された。
この日以降、多くの人目を引く事故や安全に関わる恐慌状態がワシントンで起こった。2001年10月、多くの議員達に送られた炭疽菌を入れた封筒、いわゆる2001年炭疽菌攻撃で、31人のスタッフが感染し、ブレントウッドの仕分け施設で汚染した封筒を扱った2人の郵便局員が死んだ。2002年10月の3週間、ベルトウェイ狙撃者攻撃でワシントン地域の住民の間に恐怖が拡がった。10月24日にジョン・アレン・ムハマッドとリー・ボイド・マルボが逮捕されるまでに、明らかに無作為に10人が殺され3人が負傷した。2003年と2004年、連続放火犯が主に特別区とメリーランド州内陸の郊外で40箇所に火を付け、1人の老女を殺した。2005年4月にファストフード店支配人トマス・A・スウィートが連続放火容疑で逮捕され、6月には有罪を認めた。2003年11月、ホワイトハウスの郵便仕分け室で毒性のあるリシンが見つかり、2004年2月には上院多数党院内総務ウィリアム・フリストの郵便室でも見つかった。
2001年9月11日の同時多発テロ事件以来、ワシントンでは防衛手段が増やされた。生物剤除去装置、金属探知機および車両障害物が今ではオフィスビルや政府の建物のあちこちに見られる。2004年のマドリッド列車爆破事件の後、地元当局は脆弱なワシントン地下鉄で爆発物探査機を試験することにした。疑義のある化学物質や粉状物質あるいは爆発物と疑われるものによる誤報のために、建物、地下鉄駅および地元の郵便局でかなりの回数避難を促すことになった。
パキスタンのアメリカ軍がテロリストの隠れ家と疑われた家を襲撃すると、7年前のワシントンD.C.,ニューヨーク市およびニュージャージー州ニューアークへの攻撃に関する情報が見つかった。それは諜報機関の職員に向けられたものであり、2004年8月1日、国土安全保障長官は市内にオレンジ警報（高度警戒）を発した。数日後、議会議事堂周辺や米国国務省近郷には検問所が設けられ、議事堂のようなかっては自由に近寄れた記念物にも塀が建てられた。ホワイトハウスのツアーは議員が手配した者のみに限られた。生物剤除去装置、金属探知機および車両障害物はオフィスビルや政府の建物だけでなく、輸送機関にも備えられた。この極度に緊密な安全保障手段によって「ワシントン要塞」とも言われた。多くの人々は7年も前の情報に基づく「ワシントンの囲い込み」に抗議した。議事堂周辺で始まった車両検査は2004年11月に撤廃された。